# Demonassa (Mutter des Aigialeus)
Demonassa (altgriechisch Δημώνασσα Demṓnassa) ist in der griechischen Mythologie die Gemahlin des Thersandros, des Königs von Theben. Ihr gemeinsamer Sohn ist Aigialeus. Genannt wird sie samt ihren Beziehungen einzig in den fabulae des Hyginus Mythographus.